# Eddie Fisher (perkusista)
Edward Fisher (ur. 17 grudnia 1973) − amerykański muzyk, perkusista w zespole OneRepublic.
Dorastał w Mission Viejo w Kalifornii, następnie zamieszkał w Denver w stanie Kolorado.

## Kariera

### OneRepublic
Eddie jest drugim perkusistą zespołu, dołączył do niego w 2006. Ponadto jest współautorem tekstów kilku piosenek znajdujących się na debiutanckim albumie OneRepublic pt. Dreaming Out Loud, takich jak „Say (All I Need)”, „Stop and Stare”, „Someone to Save You”, „Won't Stop" czy „All Fall Down”. Współtworzył także utwór „Good Life” z drugiego albumu zespołu pt. Waking Up oraz „Love Runs Out” z płyty pt. Native.

### Działalność poza OneRepublic
Nagrał partie perkusyjne do piosenek, takich jak „Save You” i „If I Can't Have You” Kelly Clarkson oraz „Please Don't Stop The Rain” Jamesa Morrisona.